# حاج قلندر (غوغر)
حاج قلندر (بالفارسية: حاج قلندر) هي قرية تقع في إيران في قسم غوغر الريفي. يقدر عدد سكانها بـ 12 نسمة بحسب إحصاء 2016.